# 友田真吾
友田 真吾（ともだ しんご1959年12月4日 - ）はドラマー、音楽家、発明家、打楽器をエレキ化する職人。

## 概要
1983年2月、SHI-SHONENとして日本コロムビアより『嗚呼上々』『Shi-Shonen』でプロデビュー。アミューズ事務所内部のディスクを借りたジャミングに所属。
SHI-SHONENを脱退して以降、フリーランスのセッションドラマーとして数多くのアーティストのレコーディング、ライブサポートを行う。
Player誌単独インタビューにて、「ジャズをベースにした繊細で固いビートが魅力。フリーランスで、様々なジャンルで活動しつづけるドラマー。」と掲載された。

## SHI-SHONENとしての作品

### シングル
- 嗚呼上々（1983年2月21日）
- 憧れのヒコーキ時代（1984年7月21日）
- LOVELY SINGIN' CIRCUIT（1985年5月21日）

### 12インチシングル
- Shi-Shonen（1983年2月21日）
- Do Do Do（1985年12月16日） 4曲入りで実質的にはミニアルバム

### アルバム
- Singing Circuit（1985年5月21日）

## 参加ツアー
- 山口美央子/1983年『月姫』「恋は春感（しゅんかん）」発売記念ツアー
- 山下久美子/アニマ・アニムス（1984年5月21日）ツアー　〜　And Sophia's back（1985年1月21日）ツアー
- 泉谷しげる/『ELEVATOR』ツアー
- 加藤登紀子/カルメン・カルメン 〜七色の罪(1985年6月1日) 〜百万本のバラ発売時ライブサポート
- 安藤秀樹/Zoo Picnicツアー
- 鈴木雅之/1986年10月　1stアルバム｢mother of pearl｣発売記念、ソロとして初の全国ツアー
- 小比類巻かほる/Hearts On Parade（1988/1/21）ツアー 〜TIME THE MOTION（1989/11/11）ツアー
- 丸山みゆき/FIRE （『スクールウォーズ2』主題歌）発売記念ツアー
- 平沢進/1989年『時空の水』ツアー　〜　「ヴァーチュアル・ラビットツアー」
- ヒートウェイヴ/陽はまた昇る（1992年8月21日）〜1995（1995年8月21日）ツアー
- ソフトバレエ /1993 INCUBATE SOFT BALLET 1994（1993年12月3日 ～ 1994年3月6日）

他、毎年一回のオラトリオ【ヤマトタケル】に6年間参加。等、ツアー以外のライブサポート多数。

## 参加作品
- REAL FISH/陽気な若き水族館員たち・天国一の大きなバンド・テナン
- テクニカル ミュージック プランニング「明るい音楽計画」
- 山下久美子/Panic
- 泉谷しげる/EVIL LIVE・『ELEVATOR』
- 加藤登紀子/カルメン・カルメン 〜芝居仕立ての音楽会 3〜(1986年7月1日)
- 伊武雅刀/なんかちょうだい・Mon‐Jah・月の裏側
- 嘉門達夫/お調子者で行こう
- Gu-Guガンモ/『ガンモ・ドキッ!』
- 石川セリ/コロニー（かしぶち哲朗・編曲）
- 松尾清憲/「SIDE EFFECTS－恋の副作用－」（1985年4月1日･28MX-1205/H33P-20012）
- ゴジラ伝説II・III・Ⅳ
- 小川美潮（ソロ）（1984年、VAP）
- CHEEBO/PARADISE LOST（1985年）
- 安藤秀樹/ Zoo Picnic（1986年10月5日）
- 関口誠人/FOLK SONG（1988年3月21日、ポニーキャニオン）
- 小比類巻かほる/ハートのパレードin武道館・ハートのパレードin武道館 2・TIME THE MOTION LIVE
- 小比類巻かほる/TIME THE MOTION LIVE（※APO仕様のみ）（1990/7/25）
- 小比類巻かほる/Hold On Me
- 小比類巻かほる/I'm Here
- 小比類巻かほる/いい子を抱いて眠りなよ（1989年12月31日紅白歌合戦出演）
- 平沢進/1989年時空の水・サイエンスの幽霊
- KEN（ZI:KILL）/MISSILE・DRILL
- a tribute to JAPAN : Life in Tokyo/コミュニスト・チャイナ
- ヒートウェイヴ/陽はまた昇る（1992年8月21日）・NO FEAR（1994年3月21日）・1995（1995年8月21日）
- ソフトバレエ /「LIFE」 (1994年6月、VHS)
- REAL FISH/遊星箱
- AIR BUSTER（同名ゲームのサウンドトラックのアレンジバージョン参加）
- 山口美央子『トキサカシマ』（トラック4＝異国蝶々）with Highleads-W8
- その瞳光輝け (feat. ともだしんご)
- 可愛くてごめん (feat. HoneyWorks & かぴ) [Cover]
- 地球防衛軍2025 [Cover]

他、多数。

## ソロアルバム
- GateKeeper
- muse

## ソロ楽曲配信
- 聖なる結界
- Dirty Step 2022
- 神妙なる和魂
- 大和民族の高揚
- まどろみ 2023
- その瞳 光り輝け
- 誓いの歌
- Hard Mission 2307
- 集まれ！
- 荒神勧道2023
- 静錬2023
- でんき魂
- 陽炎
- 合霊太鼓
- 燃えさかる炎のように
- 地球防衛軍2025

## 1997年以降
- 1997年10月　ビクターエンタテインメントに入社。通信カラオケ孫悟空のディレクターに就任[4]。
- 2003年5月30日　自己発明を特許出願し、日本特許第3434509号を取得[5]。
- 2004年6月11日　中華民国経済部智慧財産局にて、発明第205449号として『電子鼓的収音法及携帯式電子鼓的零件』を取得[5]。
- 2006年3月21日　アメリカ特許、Patent Number.7015391『ANALOG ELECTRONIC DRUM SET,PARTS FOR DRUM STICK,ANALOG ELECTRONIC DRUM SET AND FOOT-PEDAL UNIT』を取得[5]。
- 2006年4月26日　中華人民共和国にて、ZL018153275『模擬電子鼓組以及模擬電子鼓組用零件』を取得[5]。
- 2009年3月末日　ビクターエンタテインメントを退社。
- 2009年5月30日　Web Shop　『MIRROR COOL SHOP』を開店する[6]。
- 2010年2月8日　打楽器をエレキ化するブランド「Highleads」を製造販売する、株式会社ハイリーズを設立[7]。
- 2013年2月　リズム＆ドラム・マガジン 2013年2月号【ちょー楽器王】にて紹介される[8]。
- 2014年9月29日　鉄と電気と打楽器の魅力　特集号にて、『“エレキ・ドラム” の開発者・友田真吾』として特集記事が掲載される[9]。
- 2014年11月9日　玉川大学のコスモス祭にて、『ハイリーズから始まる音楽拡命』というテーマで講演を行う[10]。
- 2015年1月8日　パウロ鈴木。率いる『ビートルパワー』に参加。 東京タワーの展望台でライブを実演。
- 2015年8月『MIRROR COOL SHOP』を『ハイリーズ☆小口径ドラム工房』に改名する。[6]。
- 2015年11月8日　玉川大学のコスモス祭にて、『ハイリーズで変わる音楽の可能性』というテーマで講演を行う[11]。
- 2018年　ハイリーズドラムのメインセットとして、『Highleads-W8』を発表する。
- 2020年12月11日。　最新のハイリーズドラムセットにて、 Phonogenixのドラマーとしてライブに参加する。
- 2022年1月1日。元祖ハイリーズドラマーとして活動を開始する事を宣言する。
- 2022年12月17日。　 アーティスト『ともだしんご』として、楽曲配信を開始する。
- 2025年6月１１日。株式会社ハイリーズを解散させて、《Highleads》ブランドを個人が引き継ぐ。

## 発明特許概要
発明名称は《アナログ電子ドラムセット、アナログ電子ドラムセット用パーツ、生ドラムセット、生ドラムに対する収音方法、生ドラムセットのドラム系パーツに対する収音方法、生ドラムセットのシンバルに対する収音方法、生ドラムセットのハイハットシンバルに対する収音方法》である。
ドラムやシンバルなどの《打撃振動源》に対して《薄い金属板からなる磁性体を弾力性を活かした形状で圧接（当接）させ》《増幅させ得るピックアップを備え》《電気的に増幅させる》という構造の、打楽器に対する収音方法である。
エレクトリックギターのギター弦を電気的に増幅する《電磁誘導》の原理を、打楽器に応用したもの。
各打楽器に個別のエフェクト処理を施し、同時に演奏出来る《リアルタイムマルチエフェクトドラミング》を編み出す。